# Gordon Tootoosis
Gordon Tootoosis (Poundmaker Reserve, 25 ottobre 1941 – Saskatoon, 5 luglio 2011) è stato un attore canadese.

## Biografia
Nel 1965 si è sposato con Irene Seseequasis con cui è rimasto fino alla morte; hanno avuto cinque figli.
È morto nel 2011 a 69 anni per una polmonite. Oggi riposa nel cimitero di Poundmaker, nello Saskatchewan.

## Filmografia

### Cinema
- Marie Ann, regia di Martin Walters (1978)
- Vento di passioni (Legends of the Fall), regia di Edward Zwick (1994)
- L'urlo dell'odio (The Edge), regia di Lee Tamahori (1997)
- Zoe, regia di Deborah Attoinese (2001)

### Televisione
- X-Files (The X-Files) – serie TV, episodio 3x18 (1996)
- Smallville – serie TV, episodi 2x10-3x20 (2002-2004)
- 21-12-2012 La profezia dei Maya (Doomsday Prophecy), regia di Jason Bourque – film TV (2011)

### Doppiaggio
- Pocahontas, regia di Mike Gabriel e Eric Goldberg (1995) - voce di Kekata
- Boog & Elliot - A caccia di amici (Open Season), regia di Roger Allers e Jill Culton (2006) - voce di Gordy

## Doppiatori italiani
Nelle versioni in italiano delle opere in cui ha recitato, Gordon Tootoosis è stato doppiato da:
- Renato Mori in Vento di passioni
- Ennio Coltorti in Smallville
- Aldo Stella in 21-12-2012 La profezia dei Maya

Da doppiatore. è stato sostituito da:
- Giorgio Lopez  in Pocahontas
- Renato Mori in Boog & Elliot - A caccia di amici